# Gonatocerus romae
Gonatocerus romae är en stekelart som beskrevs av Girault 1928. Gonatocerus romae ingår i släktet Gonatocerus och familjen dvärgsteklar. Inga underarter finns listade i Catalogue of Life.